# Révolution arménienne de 2018
Ne doit pas être confondu avec Révolution de Velours.

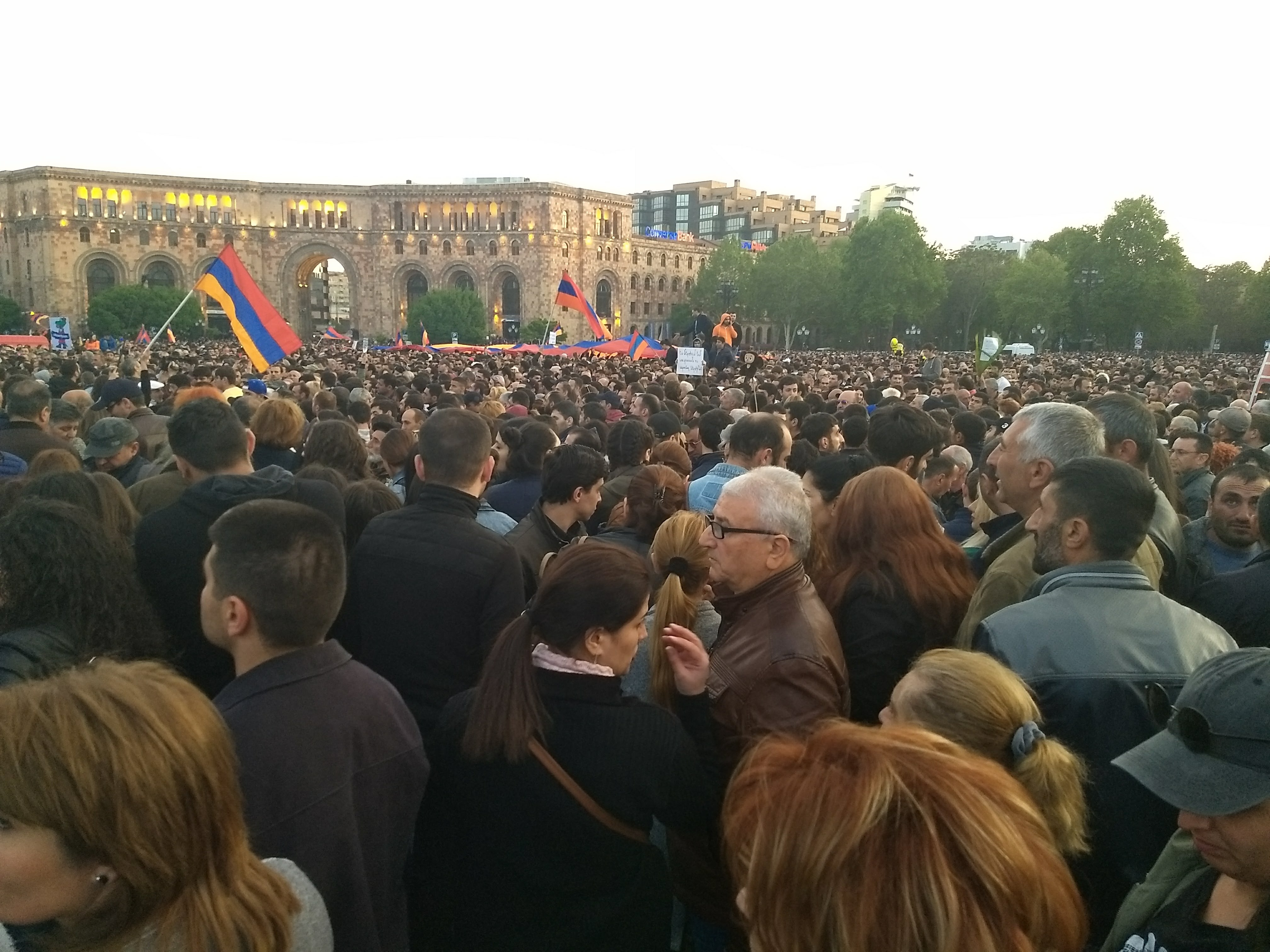
Manifestation sur la place de la République le 22 avril 2018.

La révolution arménienne, ou, en référence à la révolution de Velours en Tchécoslovaquie, révolution de velours et révolution douce, se déroule de mars à mai 2018 en Arménie. À l'initiative du député d'opposition Nikol Pachinian, elle rassemble des dizaines de milliers de personnes, particulièrement dans la capitale Erevan, à Gyumri et à Vanadzor.

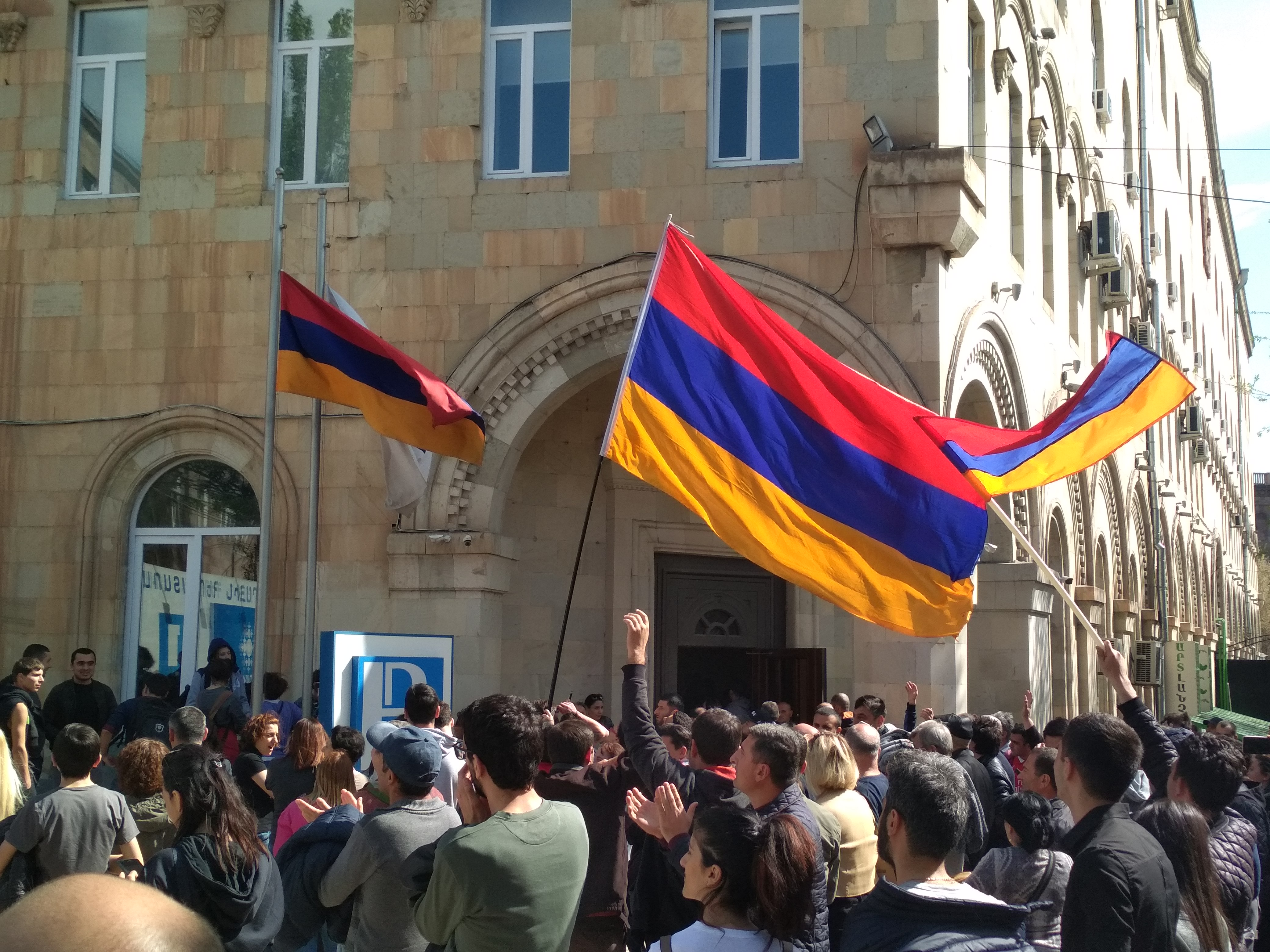
Manifestants le 14 avril 2018.

S'intensifiant à partir d'avril 2018, le mouvement, baptisé « Refuse Serge » (en arménien : ՄերժիրՍերժին : MerzhirSerjin), a mené, le 23 avril 2018, à la démission de Serge Sarkissian, au pouvoir depuis 2007, puis à l'élection de Nikol Pachinian au poste de Premier ministre le 8 mai 2018, après l'échec d'une première tentative le 1er mai, qui a alors mené à l'intensification du mouvement, à travers des blocus et une grève générale multisectorielle.

## Déroulement

### Premières manifestations

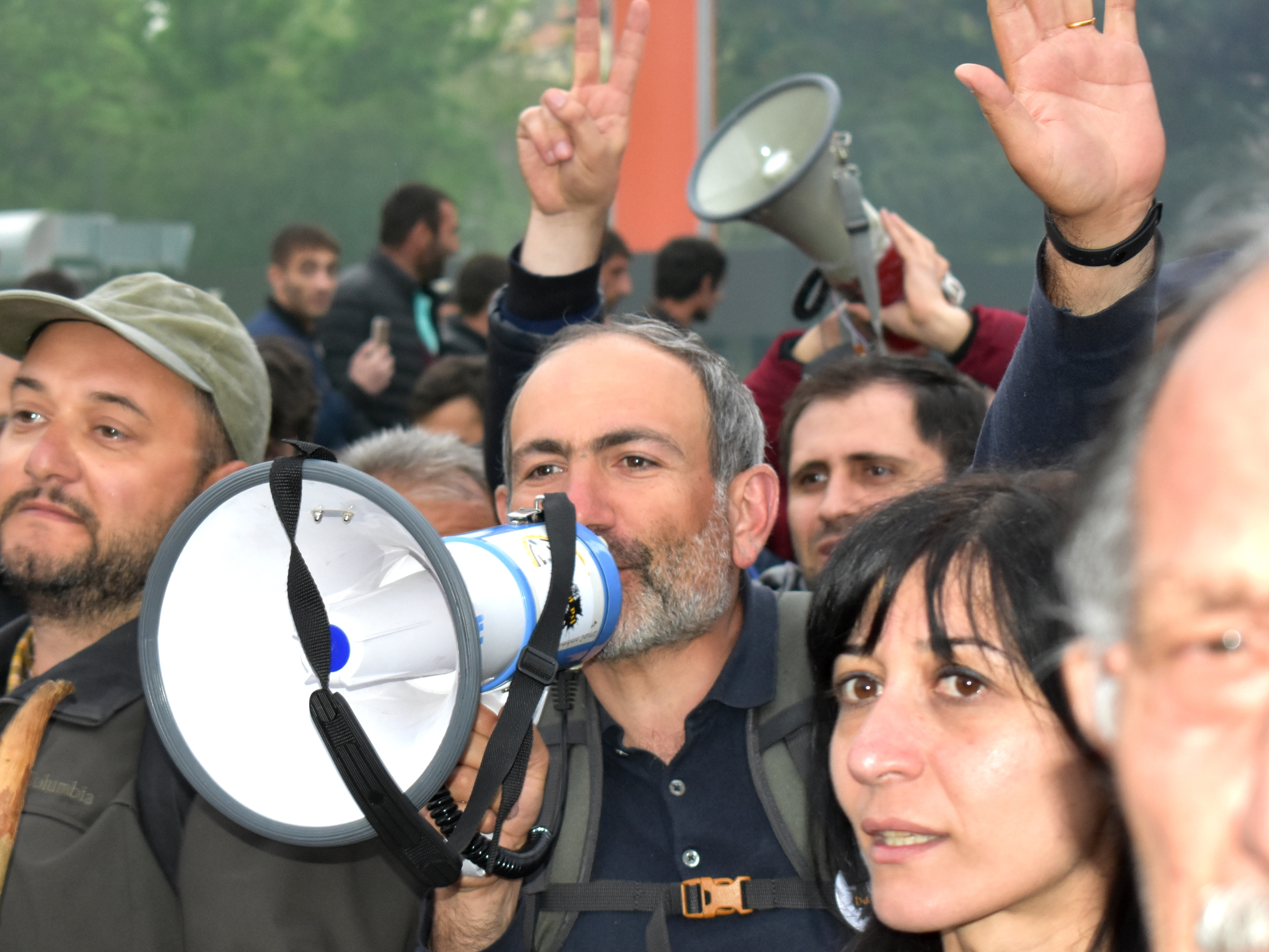
Nikol Pachinian le 13 avril 2018.

Menées par Nikol Pachinian, membre du parti Contrat civil et député de la coalition d'opposition Yelk, les premières marches débutent en mars 2018. Portant le nom de Im Kayl (« mon pas »), elles visent à protester contre le maintien au pouvoir de Serge Sarkissian à la tête du pays : ce dernier, Premier ministre de 2007 à 2008 puis président de la République de 2008 à 2018 (deux mandats), est en effet élu Premier ministre par les députés le 17 avril 2018 à l'issue des législatives. En 2015, une réforme constitutionnelle avait donné des fonctions essentiellement protocolaires au président, faisant du Premier ministre le réel détenteur du pouvoir exécutif. Les manifestants reprochent également à Serge Sarkissian de ne pas avoir fait reculer la corruption — « endémique » selon le journal Le Monde — et la pauvreté — « croissante » — dans le pays. Les manifestations ont pour slogan « Refuse Serge ! ». Selon Armenak Dovlatyan, président du Parti écologiste d'Arménie, « Il y a 50 000, voire 100 000 personnes qui descendent dans les rues, mais sans agressivité. Aucune voiture ni aucun commerce n'ont été pris pour cible ». Nikol Pachinian est arrêté le 22 avril 2018, en même temps que plusieurs centaines de manifestants.

### Démission de Serge Sarkissian
Sarkissian présente finalement sa démission le 23 avril 2018, face aux protestations antigouvernementales qui secouent depuis onze jours le pays, déclarant notamment : « Nikol Pachinian avait raison. Et moi, je me suis trompé ». Nikol Pashinian est libéré dans la foulée ainsi que deux autres députés arrêtés la veille. Pour Grant Mikaelian, analyste auprès de l'institut du Caucase, « le pouvoir n'a pas la possibilité d'utiliser la force. Sarkissian est devenu un facteur d'instabilité ».
Pour le journaliste Hrant Galstyan, « une démission ne changera rien, les manifestants veulent changer tout le système politique, les élus locaux les premiers. La corruption quotidienne, les arrangements entre politiciens ont une conséquence sur la dégradation de leurs conditions de vie, c'est tout l'enjeu de ce mouvement ».

### Élection de Nikol Pachinian comme Premier ministre

#### Règles constitutionnelles

Fédération révolutionnaire arménienne (Markarian) : 7 sièges
Yelk (Pachinian) : 9 sièges
Alliance « Tsaroukian » (Tsaroukian) : 31 sièges
Parti républicain (Sarkissian) : 58 sièges

La nomination d'un nouveau Premier ministre à la suite d'une vacance du poste est régie par l'article 149 de la constitution arménienne. Les partis composants l'Assemblée nationale doivent nommer leurs candidats et élire l'un d'entre eux à main levée et à la majorité absolue du total des membres dans les sept jours suivants une vacance du pouvoir pour démission ou tout autre raison. En cas d'échec, seuls les candidats nommés par au moins un tiers des députés peuvent se présenter lors d'un second vote organisé sept jours plus tard, toujours à la majorité absolue. Si ce second vote s'avère à son tour infructueux, l'assemblée nationale est de droit dissoute, et des élections législatives anticipées doivent être organisées dans les trente à quarante-cinq jours suivant la dissolution, en accord avec l'article 92 de la constitution,.

#### Déroulement
Le 24 avril, les manifestations cessent momentanément, durant la commémoration du génocide arménien. Nikol Pachinian appelle à de nouvelles manifestations pour le lendemain 25 avril.
Le 25 avril, le Premier ministre par intérim Karen Karapetian se dit prêt à organiser des législatives anticipées, s'il y a un consensus sur la question. Le jour même, la Fédération révolutionnaire arménienne, alliée au Parti républicain d'Arménie, quitte la coalition au pouvoir et demande alors des législatives anticipées. Tandis que Pachinian revendique le soutien de certains députés du Parti républicain (qui a convenu de remplacer Serge Sarkissian à sa tête), Arménie prospère décide d'apporter son soutien à la contestation.
Le 26 avril, Pachinian, qui s'autoproclame « candidat du peuple », déclare que s'il n'est pas « élu Premier ministre, il n'y aura pas du tout de Premier ministre en Arménie ». Le jour même, il appelle à un gel des manifestations à Erevan pour deux jours et appelle à une grande mobilisation pour le 1er mai, jour où le Parlement doit élire le nouveau Premier ministre, tandis qu'il décide, le 27 avril, de revenir à Gyumri, ville où a débuté la contestation. Il se rendra le lendemain à Vanadzor. Pour le politologue Babken DerGrigorian, « les orientations de politique étrangère de l’Arménie ne changeront pas si Pachinian est amené au pouvoir ».
Le 27 avril, le Premier ministre par intérim Karen Karapetian, refuse de rencontrer Pachinian.
Le 28 avril, le Parti républicain décide de ne pas proposer de candidat au poste de Premier ministre. Pour l'analyste Stepan Safarian, la décision du Parti républicain de ne pas présenter de candidat au poste de Premier ministre « ne signifie pas que le Parti républicain sort du jeu. On ignore encore s'ils vont participer au vote ou bien le rendre invalide ». Pour l'analyste Ervand Bozoïan, « au moins six personnes du Parti républicain — comme des rats qui quittent le navire — voteraient pour Pachinian ». Il ajoute que « depuis les années 1990, les gens n'espéraient plus le changement dans ce pays. Maintenant, ils voient que c'est possible. Les gens sont surpris ».
Le 29 avril, Vahram Baghdassarian, porte-parole du Parti républicain à l'Assemblée nationale, déclare que « si trois forces politiques parlementaires soutiennent un seul candidat pour l'élection du Premier ministre, alors le Parti républicain ne s'y opposera pas ». Le jour même, Armen Achotian, vice-président du Parti républicain déclare « [voir] le soutien de l'opinion publique, du peuple, à Nikol Pachinian. Et cela le rend très légitime à venir parler, résumer la situation et trouver la bonne solution ». Il ajoute qu'il « pense qu'il est très important d'entendre le seul candidat au poste de Premier ministre expliquer sa position sur les principaux problèmes que l'Arménie a actuellement » et que son parti « veut entendre peut-être quelques propositions de programme, quelques visions sur les moyens possibles de sortir de cette situation ».
Le 30 avril, la coalition Yelk désigne officiellement Pachinian comme candidat au poste de Premier ministre. Après l'expiration de la date butoir de dépôt de candidatures, il est alors le seul candidat au poste. Pour le politologue Hakob Badalian, « il y a un consensus politique, y compris parmi les Républicains, sur le fait que la résolution de cette crise est bénéfique pour le pays ».
Le 1er mai, Edouard Charmazanov, porte-parole du Parti républicain et vice-président du Parlement, déclare qu'« après la rencontre insatisfaisante d'hier, je suis convaincu que monsieur Pachinian ne peut pas être Premier ministre ». Le jour même, l'Assemblée nationale rejette sa candidature par 45 voix pour et 55 contre. Pachinian appelle alors à bloquer les routes, les aéroports et les transports publics. Il appelle également à la « désobéissance civile » à la grève générale. Celle-ci concerne également les établissements scolaires et les universités, ainsi que les avocats. Le 2 mai, des membres du Parti républicain ont suggéré que le parti pourrait finalement voter en faveur de la candidature de Pachinian lors de la séance du 8 mai. Finalement, après avoir demandé de mettre fin au blocus de l'aéroport, Pachinian appelle à la suspension du mouvement jusqu'au jour du vote. Dans la soirée, Armen Amirian, ministre de la Culture, présente sa démission. Pour Mikayel Zolyan, « le Parlement est le dernier lieu entièrement aux mains du pouvoir. Composés d'oligarques, de technocrates ou d'hommes politiques expérimentés, beaucoup ont peur de perdre leurs privilèges ou leurs actifs. Mais d'autres sont prêts à composer avec Nikol Pachinian dans l'espoir de conserver un avenir politique. L'opposition table sur ces divisions pour l'emporter le 8 mai prochain ».

Fédération révolutionnaire arménienne (Markarian) : 7 sièges
Yelk (Pachinian) : 9 sièges
Alliance « Tsaroukian » (Tsaroukian) : 31 sièges
Indépendant : 8 sièges
Parti républicain (Sarkissian) : 50 sièges

Pour Alexander Iskandaryan, directeur du Caucasus Institute, « Pachinian veut, clairement, suivre la voie légaliste. Sinon, il aurait appelé à marcher sur le Parlement ».
Le 3 mai, la candidature de Pachinian est de nouveau annoncée et le Parti républicain annonce qu'il votera pour. Pour le journaliste Vahé Ter Minassian, « Le 2 mai, la grève générale a bloqué les routes, l'aéroport, les voies ferrées, les préfectures, le parlement. Le gouvernement a compris qu'il ne contrôlait plus rien et que les choses ne pouvaient pas continuer comme ça ».
Le 7 mai, un nouveau rassemblement est organisé.
Le 8 mai, Nikol Pachinian est élu Premier ministre avec 59 voix. Ses partisans sont alors de nouveau descendus dans les rues.
Le 9 mai, lors d'une interview à RFI, le président Armen Sarkissian qualifie les événements de « révolution ».

## Analyses globales
Pour Guevorg Melikyan, politologue, « ce que nous voyons aujourd'hui, c'est la fin de la chute de l'Union soviétique en Arménie. Cette chute a duré longtemps, tant l'héritage de cette Union soviétique tenait encore les gens dans la « tenaille ». Ce que nous voyons aujourd'hui, c'est une nouvelle génération qui a pris ses responsabilités et a gagné sur cette Arménie soviétique ».
Pour le politologue Mikael Zoian, « Les gens ont vu comment il[Qui ?] a réussi à transformer le pays en un mois, sans même être ministre. Il n'a pas toujours joui d'une telle confiance, même il y a deux mois. Mais il a réussi à devenir le leader de la contestation et des cœurs. Il s'est fait largement connaître en 2008. Depuis, il n'a jamais abandonné les efforts. Je pense que c'est à force d'essayer que ça a fini par porter ses fruits. Plusieurs facteurs ont concouru : Sarkissian est universellement détesté, il a essayé de prolonger son règne indéfiniment. Et Pachinian a su profiter d'un moment de flottement, pendant la semaine où Sarkissian n'était plus président, mais pas encore Premier ministre. La crise politique ne pourra être résolue que si Pachinian est élu. La situation n'est plus contrôlée par l'ancien gouvernement, le centre du pouvoir réel est dans la rue, avec Nikol Pachinian ». Celui-ci ajoute que « Ce sont toujours les Républicains qui détiennent la majorité, ils vont certainement tenter de saboter ses initiatives. Il faudra soit s'entendre avec eux pour passer les réformes, soit faire pression, en continuant de mobiliser la rue ». Et que « Les deux autres partis qui l'ont soutenu au Parlement l'ont fait pour des raisons tactiques. En même temps, Pachinian a un noyau dur de partisans loyaux. Il sait parler à la rue et aux électeurs et pourra encore exploiter pendant longtemps le crédit de confiance acquis en un mois ».
Pour l'analyste Laurent Leylekian, « le mouvement est sans doute plus massif que celui du Maïdan. On n'observe pas de division au sein de la société. S'il existe des gens opposés à la contestation, ils ne l'expriment pas ». Pour sa part, Zara Nazarian, rédactrice en chef du Courrier d'Erevan, estime qu'« il s'agit d'un mouvement réellement national ».
Pour le politologue Stepan Safarian, s'il était élu, Pachinian devra « manœuvrer entre le peuple et une majorité parlementaire qui n'est pas la sienne. Il n'a pas beaucoup de temps pour justifier les attentes du peuple et ces attentes sont très grandes ». Celui-ci ajoute que « l'Arménie entre dans une période intéressante de déséquilibre. Avant qu'il y ait des élections anticipées, Pachinian devra naviguer entre la volonté du peuple et le parti qui détient la majorité au Parlement ».

## Suite des événements
L'article 150 de la constitution donne cinq jours à Nikol Pachinian pour présenter les membres de son gouvernement au président pour nomination, puis de vingt jours pour le soumettre à un vote de confiance de l'Assemblée nationale, qui dispose ainsi ensuite de sept jours pour l'approuver ou non à la majorité absolue du total de ses membres.
Le 7 juin 2018, Pachinian promet des législatives d'ici le printemps 2019.
Le 26 juillet 2018, l'ancien président Robert Kotcharian est accusé de « rupture de l'ordre constitutionnel », accusation pour laquelle il risque 15 ans de prison, pour des soupçons de fraudes électorales lors de l'élection présidentielle arménienne de 2008 en faveur de Serge Sarkissian. Il est arrêté le lendemain 27 juillet.

### Municipales à Erevan
Des élections municipales anticipées se déroulent dans la capitale Erevan le 23 septembre 2018.
Le scrutin, auquel le Parti républicain ne participe pas, est remporté par le parti Mon pas mené par Hayk Maroutian, membre du Contrat civil, en alliance avec le Parti de la mission, tous deux alliés à Nikol Pachinian et son Alliance « La sortie ». Leur victoire écrasante avec plus de 80 % des suffrages et 56 sièges sur 65 est considérée comme un test très favorable pour ce dernier, la capitale de l'Arménie rassemblant près de la moitié de ses habitants. Nikol Pachinian avait appelé à voter pour ses alliés, affirmant que le résultat des municipales permettrait de déterminer s'il a assez de soutien pour convoquer des élections législatives anticipées.

### Crise politique d'octobre 2018
Le 2 octobre 2018, Pachinian annonce sa démission prochaine et la convocation de législatives anticipées pour décembre 2018. Le 3 octobre 2018, le président de la République Armen Sarkissian limoge les ministres membres de la Fédération révolutionnaire arménienne et d'Arménie prospère, après le vote des partis dont ils sont membres en faveur de lois censées empêcher la convocation des législatives anticipées.
Le 11 octobre, Pachinian annonce sa démission, effective le 15 octobre, et l'organisation d'élections anticipées pour le 9 ou 10 décembre. Il démissionne effectivement le 16 octobre.
Le 1er novembre, après l'échec des députés à élire un successeur à Pachinian, le Parlement est dissout et le scrutin fixé au 9 décembre.

### Élections législatives de 2018

Alliance « Mon pas » : 88 sièges
Arménie prospère  : 26 sièges
Arménie lumineuse : 18 sièges

À l'issue du scrutin, l'alliance « Mon pas » remporte une victoire écrasante, celle-ci réunissant à elle seule plus de 70 % des suffrages exprimés, loin devant les autres partis qui se cantonnent quant à eux à des résultats à un chiffre et dont seuls deux d'entre eux franchissent le seuil électoral de 5 %. Arménie prospère, et celui anciennement allié à Nikol Pachinian aux précédentes élections, Arménie lumineuse, réunissent ainsi un peu plus de 8 et 6 % respectivement. Le Parti républicain d'Arménie subit pour sa part une lourde défaite. Avec 4,70 % des suffrages, l'ex-parti majoritaire manque de peu le seuil électoral et perd l'intégralité de ses sièges,.